# Esther Manito
Esther Manito   (Saffron Walden) és una còmica anglolibanesa multipremiada.
De mare anglesa i pare libanès, va néixer a Saffron Walden, al comtat d'Essex. Va estudiar Ciències Polítiques a la Universitat Metropolitana de Londres i més tard, un màster en comunicació.
Manito va començar a fer monòlegs vers el 2016, després d'un curs d'escriptura de sis setmanes a la Camden Comedy School de Londres. Va ser la primera dona humorista a actuar a Òpera de Dubai, i va arribar a finalista regional als Funny Women Awards el 2017 i en general al Premi de Cultura del Centre Àrab Britànic l'any 2019.
Va debutar a l'Edinburgh Fringe amb el programa Crusade el 2019. El segon programa de llarga durada que va fer, #notallmen, va guanyar el reconeixement de millor espectacle al Leicester Comedy Festival del 2021. També va interpretar #notallmen a l'Edinburgh Fringe mateix el 2022. Va debutar al Live at the Apollo el desembre del 2021. Ha aparegut en pòdcasts com Evil Genius amb Russell Kane, i Parenting Hell amb Josh Widdicombe i Rob Beckett.
Esther Manito resideix a Essex amb el seu pare, el seu marit anglès i els dos fills que tenen en comú.